# Max Baumbach
Max Baumbach, nacido en Wurzen el 28 de noviembre de 1859 y fallecido en Berlín el 4 de octubre de 1915, fue un escultor alemán perteneciente a la Escuela de Berlín. 

## Datos biográficos

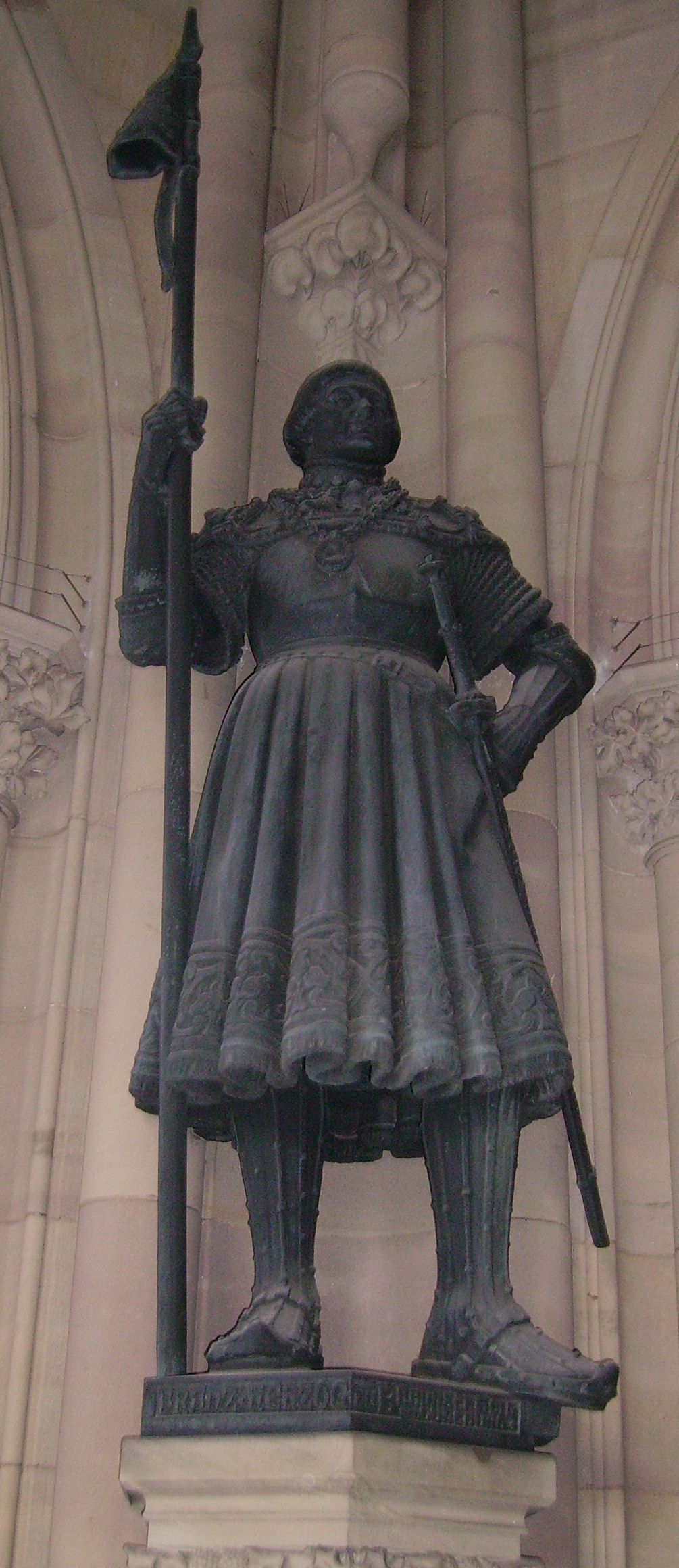
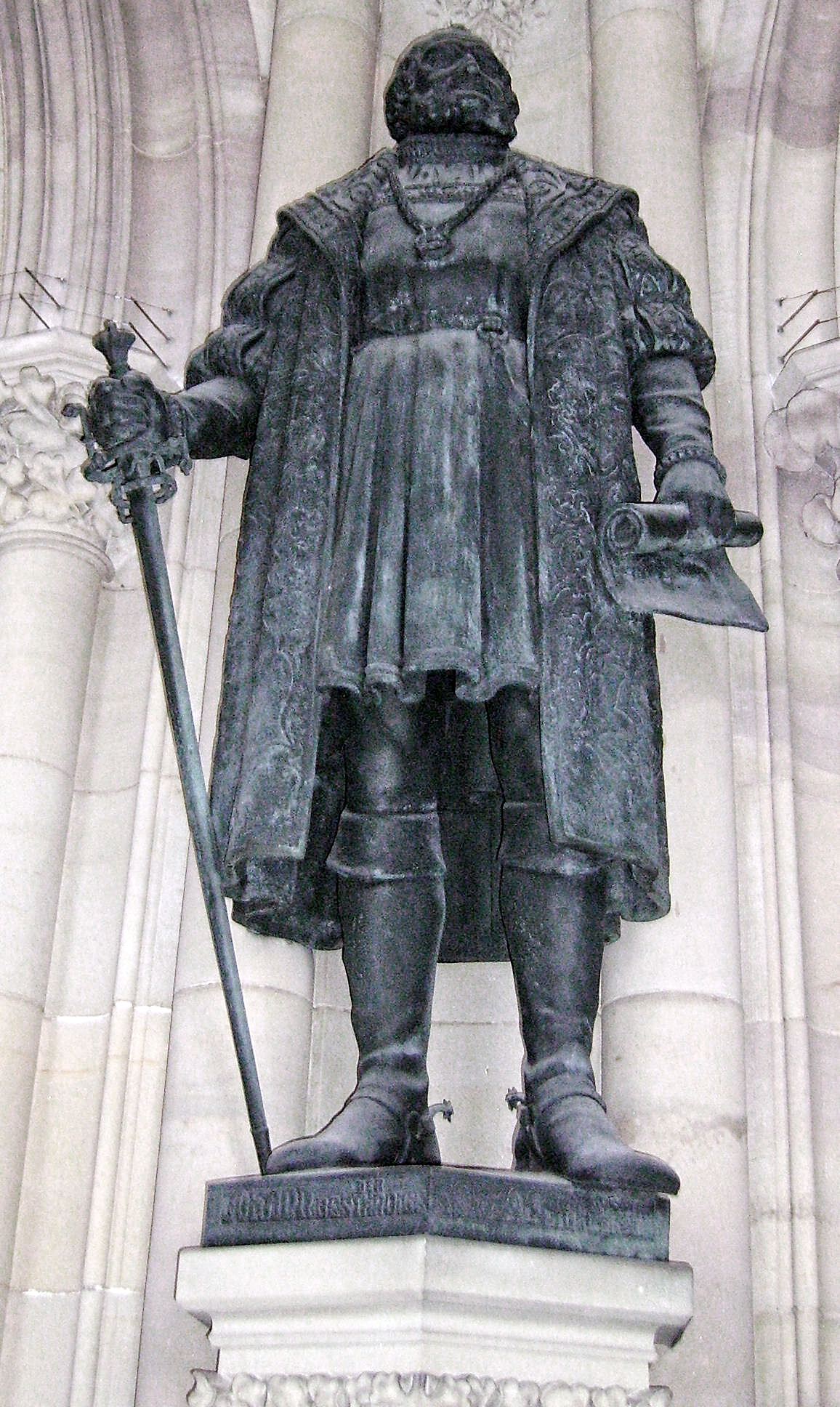
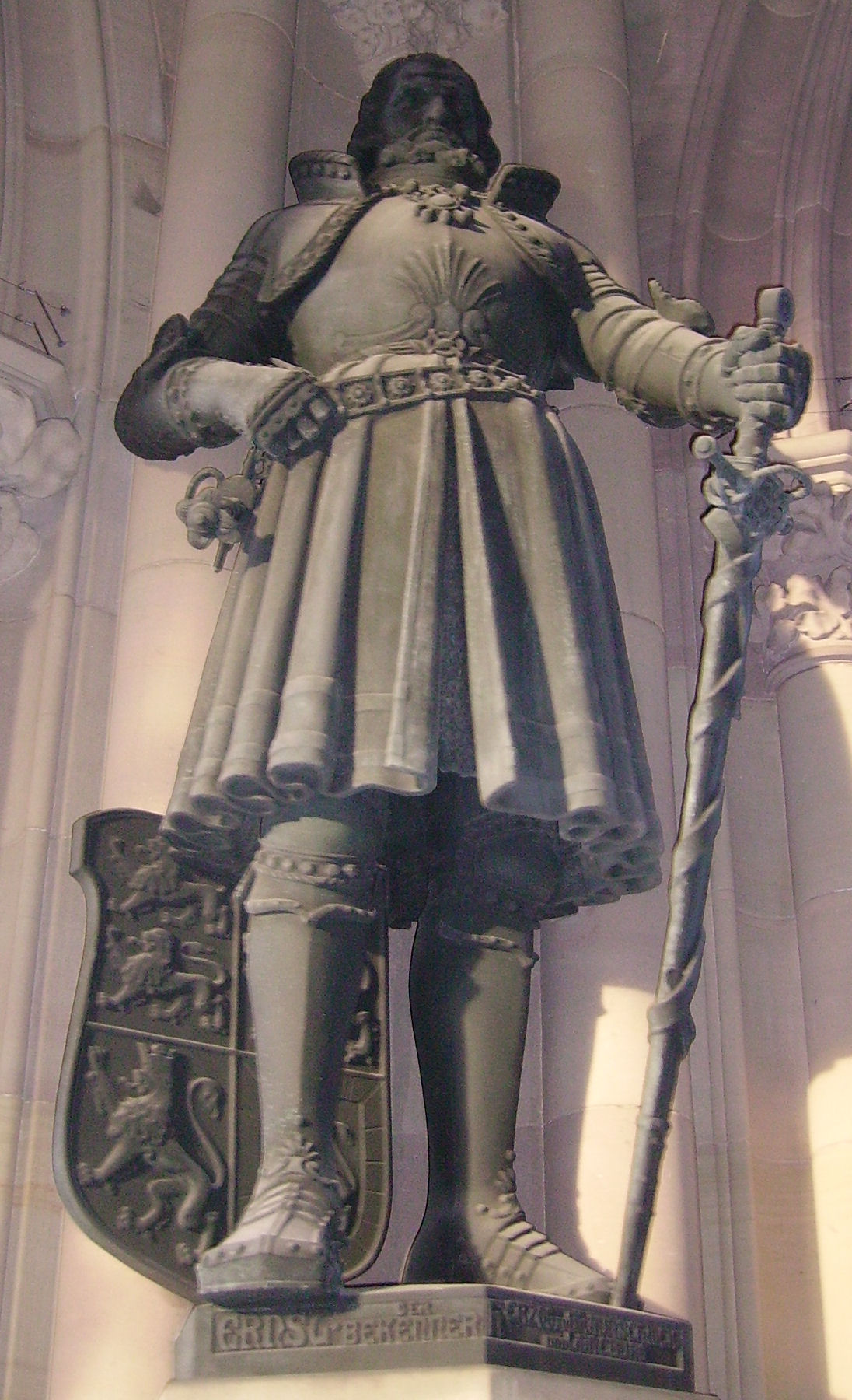

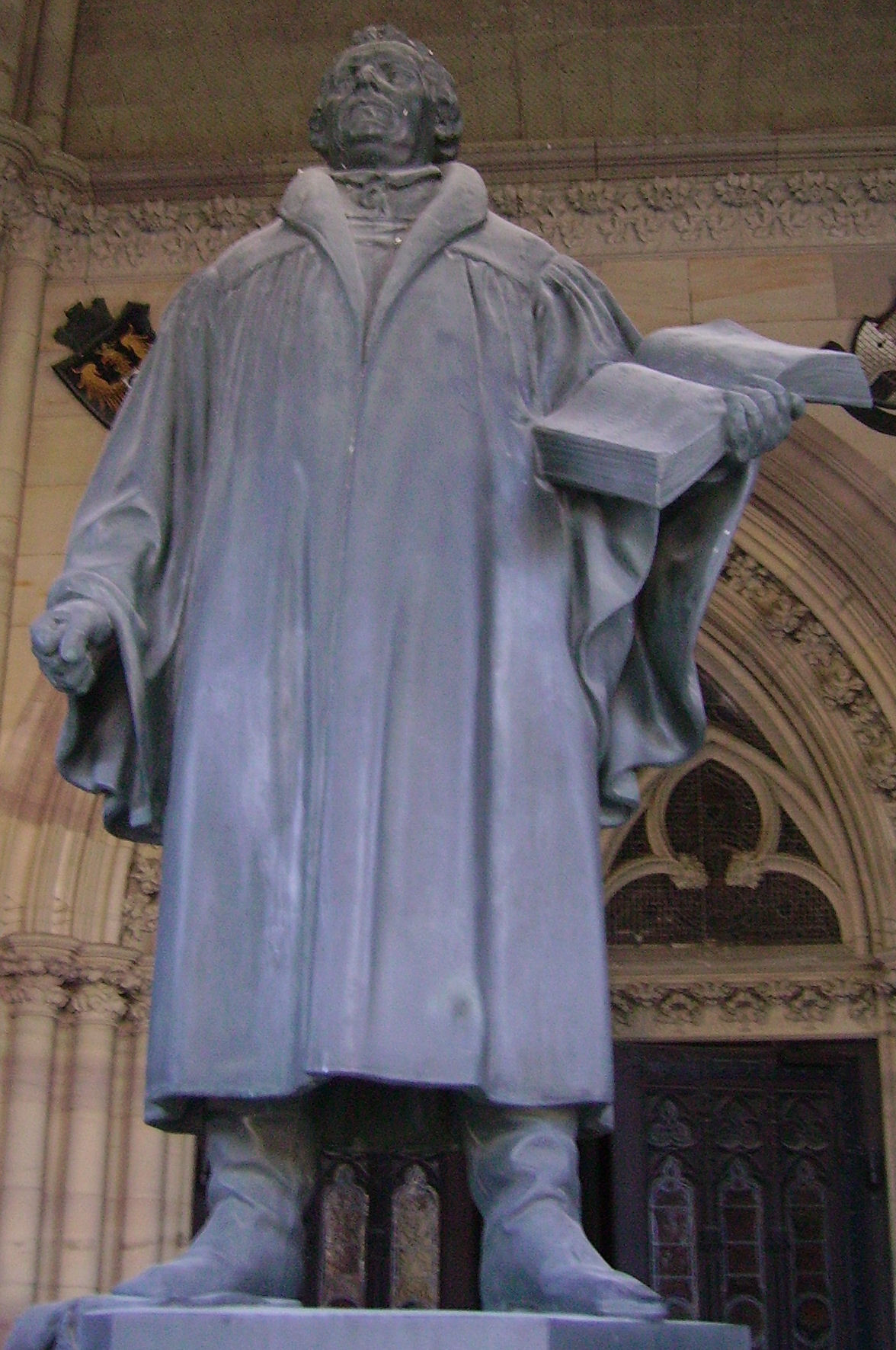
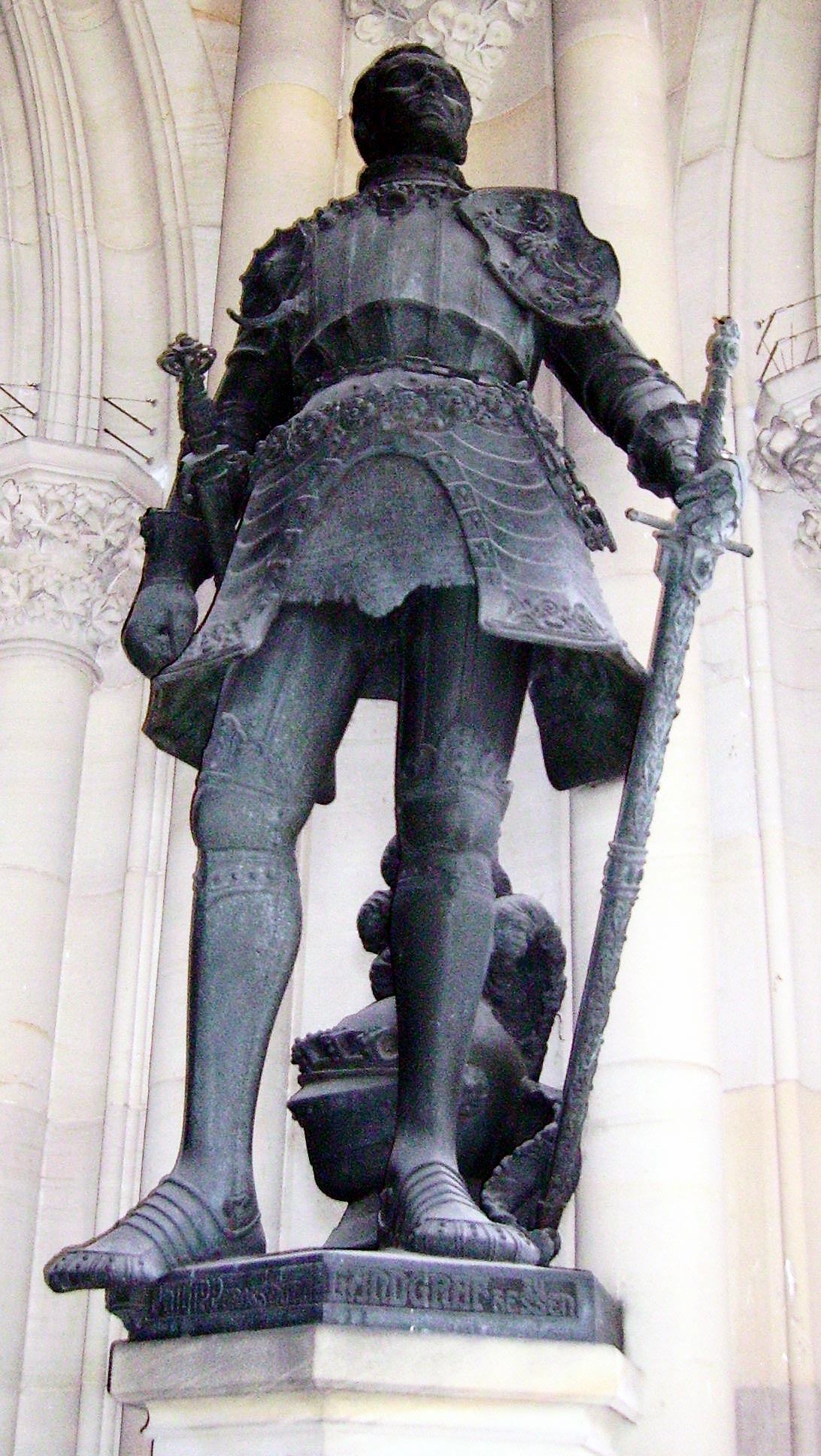
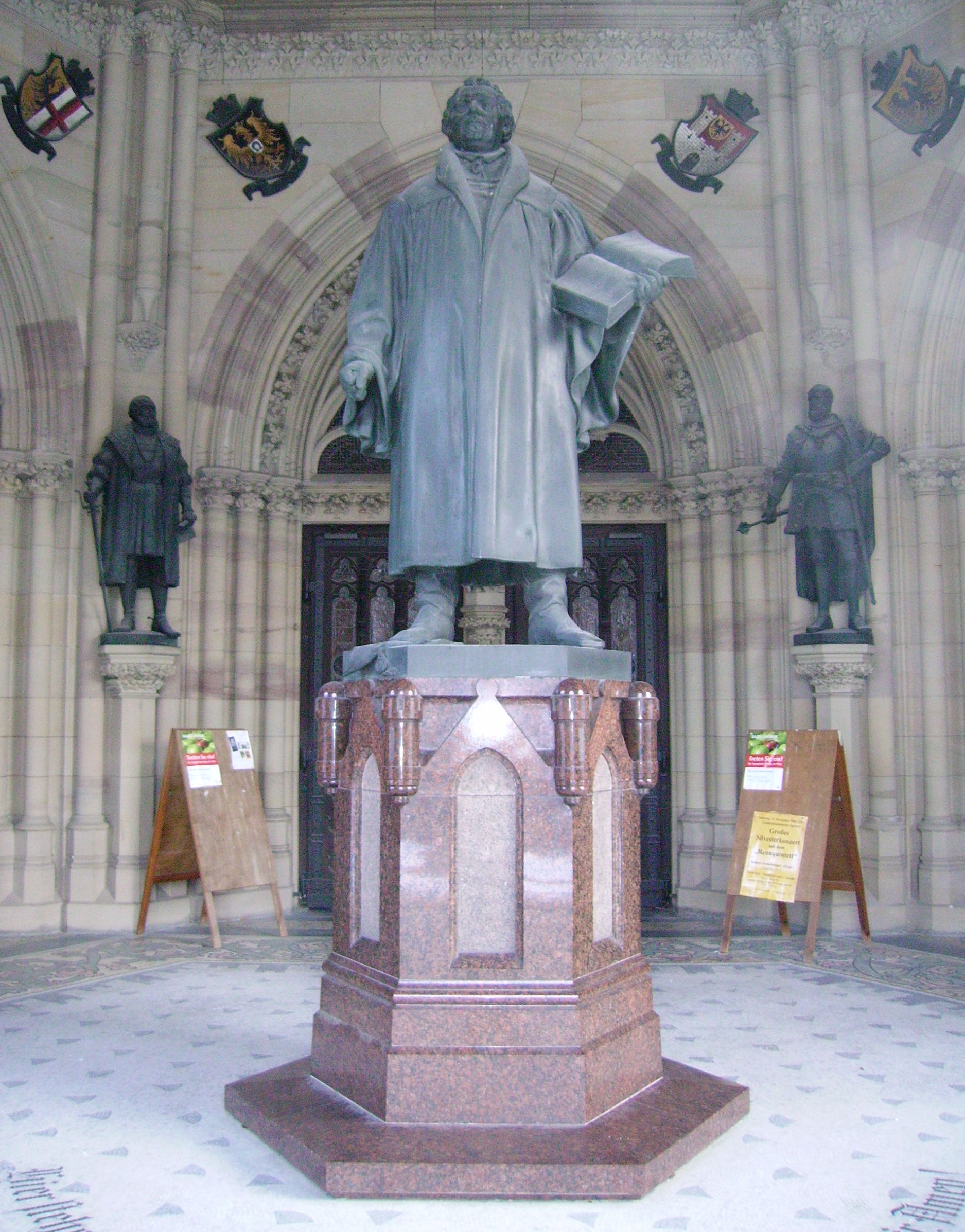

Baumbach aprendió escultura con Fritz Schaper y Carl Begas en la Academia de las Artes de Prusia de Berlín. Expuso a partir de 1885 y presentó algunas obras en Múnich (1892) y Chicago (1893),  donde alcanzó notoriedad. Se especializó en obras monumentales a la gloria de los héroes alemanes y fue particularmente popular en su tiempo. Sus contemporáneos apreciaron su Monumento del Tiergarten, actualmente desaparecido, que se encontraba en la Avenida de la Victoria (en alemán Siegesallee) y que representaba a Otón III y Juan I de Brandenburgo (1213-1266), flanqueado por el rector Siméon de Colonia y Marsilius de Berlín.
Baumbach fue también autor de una estatua ecuestre de Alberto de Sajonia en Dresde, y otra de Federico III en Woerth, actualmente destruidas, así como un bronce representando a Seydlitz en Trebnitz. 

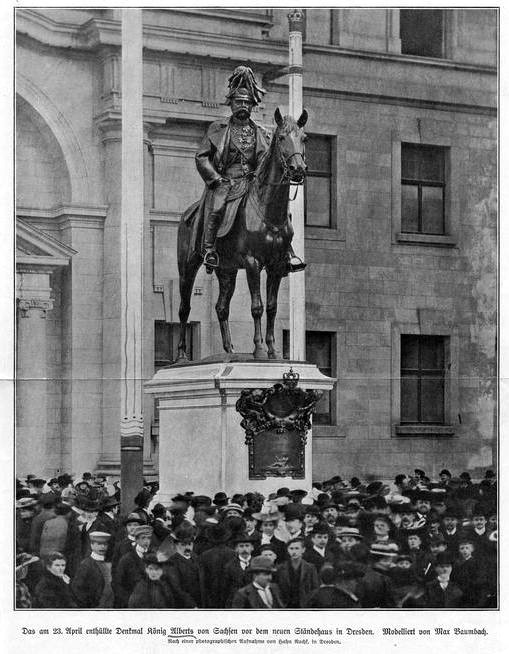
Estatua de Alberto de Sajonia en Dresde
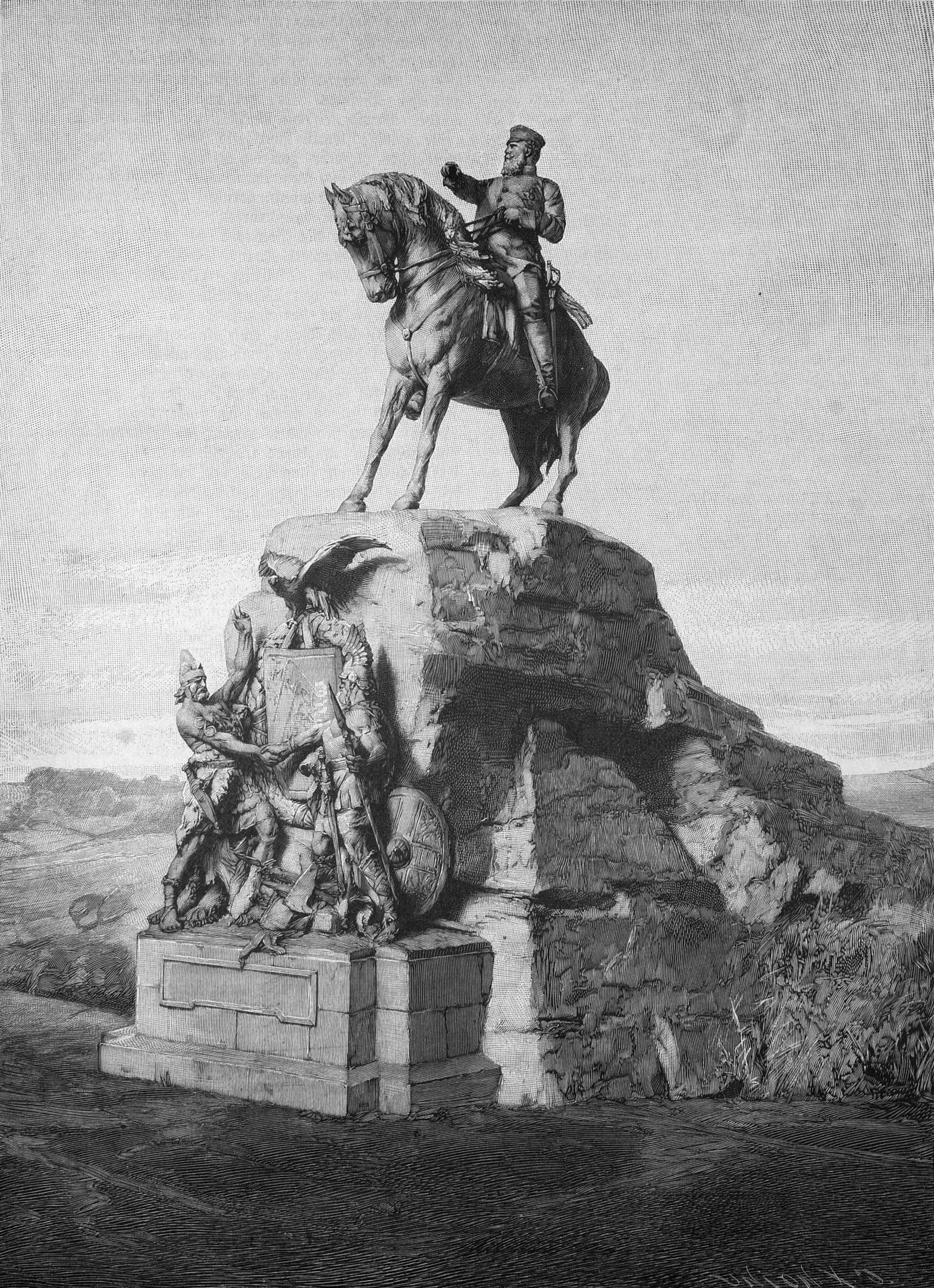
Ilustración en Gartenlaube Die representando la estatua ecuestre de Federico III en Woerth

 Pulsar sobre la imagen para ampliar. 
También esculpió el grupo de los cinco príncipes protestantes de 1529, que pidieron la reforma protestante y que están en la Iglesia de la Conmemoración de Espira.
 Pulsar sobre la imagen para ampliar. 
Max Baumbach está enterrado en el cementerio de Wilmersdorf de Berlín . 

## Otras obras

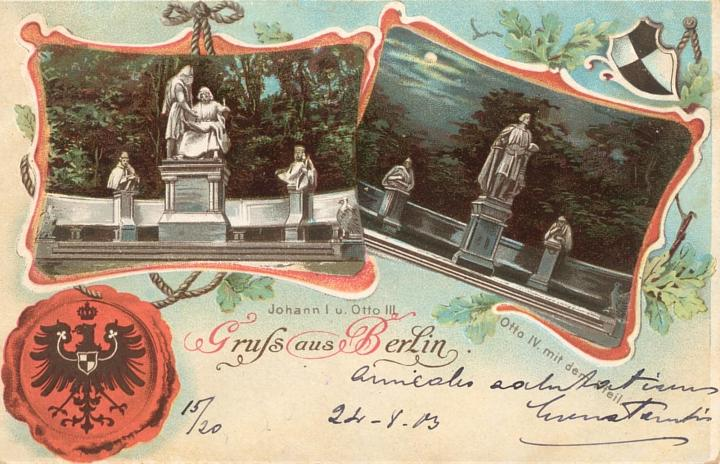
Postal antigua de la Avenida de la Victoria, reproduciendo los monumentos de Karl Begas y Max Baumbach

Galería de imágenes

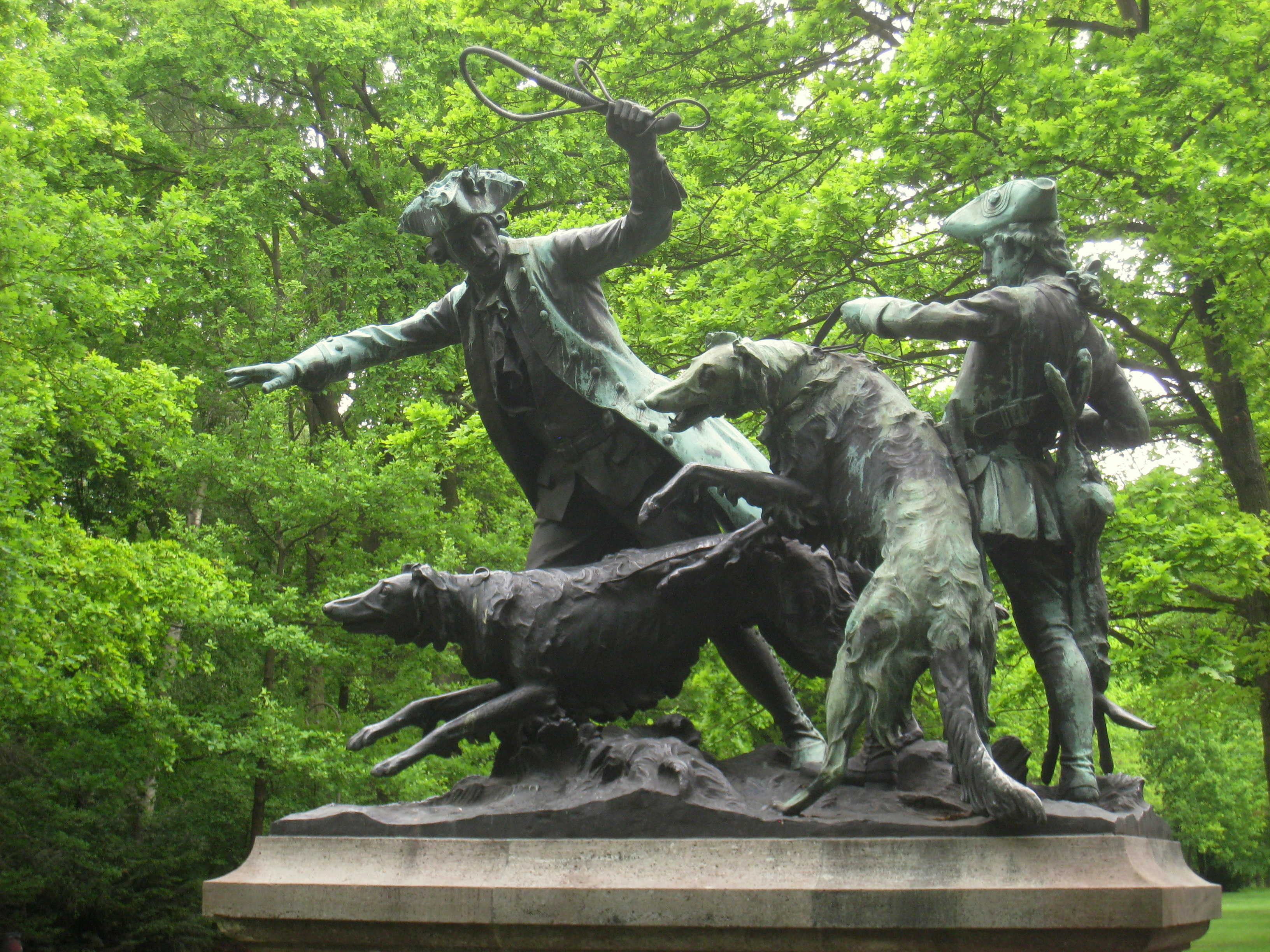
Tiergarten -Berlín
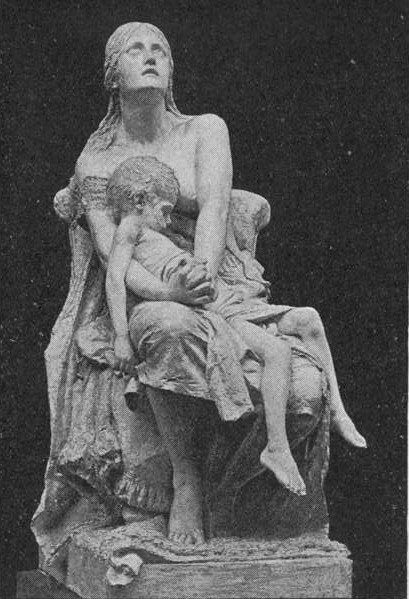
Escultura presentada en el Palacio de Cristal de Munich 1892
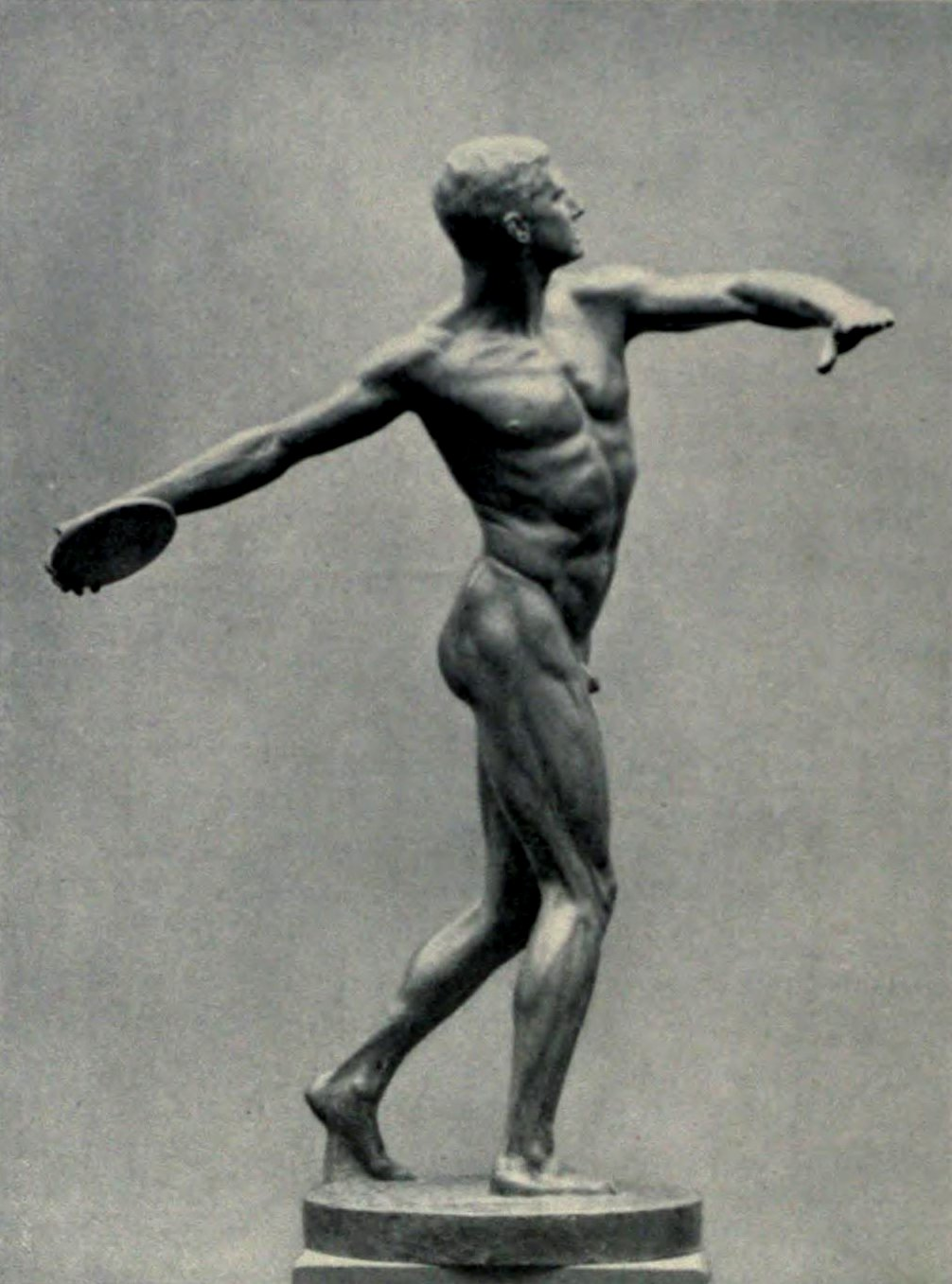
Discóbolo

 Pulsar sobre la imagen para ampliar. 